# Corydalis tsayulensis
Corydalis tsayulensis är en vallmoväxtart som beskrevs av Cheng Yih Wu och H. Chuang. Corydalis tsayulensis ingår i släktet nunneörter, och familjen vallmoväxter. Inga underarter finns listade i Catalogue of Life.